# Jan van Naaldwijk
Jan van Naaldwijk (ca. voor 1444 - 1520) was de jongere broer van Hendrik IV van Naaldwijk, heer van Naaldwijk, baljuw van Leiden en een verwoede Hoek in de Hoekse en Kabeljauwse twisten.

## Levensloop
Hij was een zoon van heer Willem III van Naaldwijk. In 1468 komt hij voor het eerst voor in documenten als hij deel uitmaakt van 56 edelen die aanwezig zijn bij de benoeming van Karel de Stoute tot graaf van Holland, hij moet daarbij zijn gelofte van trouw aan hem zweren. Echter na het overlijden van Karel de Stoute in 1477 is Van Naaldwijk tegen de aanstelling van Karels dochter Maria van Bourgondië en wil een rechtmatige opvolger in Holland. In 1479 wordt Van Naaldwijk uit de stad Leiden verbannen, waar hij tien jaar het baljuwschap bekleedde, omdat de stad een Kabeljauwse meerderheid telde. In 1481 wordt Leiden ingenomen door de Hoeken en Jan van Naaldwijk werd opnieuw aangesteld om sturing te geven aan de stad. Vanaf 1482 is hij ook admiraal van de Hoekse vloot die op diverse plekken hun schepen hadden liggen.
In de jaren erna wordt het voor de Hoekse minderheid steeds moeilijker om stand te houden in Holland, Van Naaldwijk vertrekt in 1488 naar Sluis in Vlaanderen daar maakt hij deel uit van een driekoppige commissie die een nieuwe Hoekse leider moet kiezen. Frans van Brederode werd verkozen als nieuwe Hoekse kroonprins waarna Jan van Naaldwijk een grote vloot verzamelde en in november 1488 uitvoer naar Rotterdam en het veroverde waarna de Jonker Fransenoorlog een feit was. Van daaruit nam Van Naaldwijk deel aan de bestorming van Schoonhoven (1489) en werden er plundertochten gehouden tegen de steden Schiedam, Leiden en Delft. In 1489 vond er een vlootgevecht plaats op de Lek, ter hoogte van Ameide, Van Naaldwijk wist op tijd te ontsnappen en week uit naar Montfoort. Korte tijd daarna wilde hij Rotterdam gaan bevoorraden vanuit Woerden maar werd bij Moordrecht tegengehouden door 2400 Oostenrijkse huurlingen. Jan werd daar gevangengenomen en naar Dordrecht overgebracht. Hij werd na twee maanden alweer vrijgelaten voor politieke doeleinden om Rotterdam zover te krijgen om te capituleren. De Hoeken vertrokken dan ook uit Rotterdam en namen hun toevlucht wederom naar Sluis, vandaar werd gereorganiseerd en werden in de lente van 1490 de Zeeuwse eilanden Schouwen, Overflakkee en de Zwijndrechtse waard geplunderd en afgestroopt. Jan III van Egmont kon als stadhouder deze zaak niet meer dulden en voerde vanuit Dordrecht een vloot aan om de Hoeken een halt toe te roepen, bij het gat van Brouwershaven wist Van Egmont de aanvoerder Frans van Brederode te pakken te krijgen. Jan van Naaldwijk wist te ontsnappen en kon als een van de weinige edelen terugkeren naar Sluis. Daarvandaan probeerde hij met overige Hoekse medestanders de Zeelandse en Hollandse kusten onveilig te maken. In 1492 brak het Kaas- en Broodvolkconflict uit, Van Naaldwijk hoopte hierop in te spelen maar slaagde niet. Wel veroverde hij de eilanden Wieringen en Texel tijdens die zomer en probeerde steden als Hoorn en Enkhuizen te veroveren, wat mislukte. In 1493 vertrok hij uiteindelijk naar Parijs waar zijn vrouw Gillesje van Polanen zich had gevestigd. Daar verbleef hij tot zijn dood in 1520.